# By the Blood (chanson de Drowning Pool)
Pour les articles homonymes, voir Blood.
Singles de Drowning Pool
One Finger and a Fist
(2013)
By the Blood est une chanson du groupe de nu metal américain Drowning Pool. Elle est sortie le 19 novembre 2015 en tant que premier single du sixième album studio du groupe, Hellelujah . La chanson a également été présentée lors des World Series of Fighting 25 le 20 novembre 2015,.

## Clip musical
Un clip vidéo de la chanson a été diffusé sur la chaîne YouTube officielle du groupe le 18 décembre 2015.

## Graphiques
| Chart (2015)                   | Position |
| ------------------------------ | -------- |
| US Mainstream Rock (Billboard) | 33       |